# Staroźreby (Mazovie)
Pour les articles homonymes, voir Staroźreby.
Staroźreby (prononciation : [starɔˈʑrɛbɨ]) est un village polonais de la gmina de Staroźreby dans le powiat de Płock de la voïvodie de Mazovie dans le centre-est de la Pologne.
Le village est le siège administratif (chef-lieu) de la gmina appelée gmina de Staroźreby.
Il se situe à environ 22 kilomètres au nord-est de Płock (siège du powiat) et à 84 kilomètres au nord-ouest de Varsovie (capitale de la Pologne).
Le village compte approximativement une population de 2 128 habitants en 2006.

## Histoire
De 1975 à 1998, le village appartenait administrativement à la voïvodie de Płock.